# Juan Ignacio González Errázuriz
Juan Ignacio González Errázuriz (ur. 5 lipca 1956 w Santiago) – chilijski duchowny katolicki, biskup San Bernardo od 2003.

## Życiorys
W 1971 wstąpił do prałatury Opus Dei. Studiował na katolickim uniwersytecie w Santiago oraz Rzymie, gdzie 31 stycznia 1993 przyjął święcenia diakonatu, zaś 13 czerwca 1993 święcenia kapłańskie. Po powrocie do kraju został wykładowcą Uniwersytetu ds los Andes, zaś w 1998 został także głównym kapelanem tejże uczelni.

### Episkopat
10 października 2003 papież Jan Paweł II mianował go biskupem ordynariuszem San Bernardo. Sakry biskupiej udzielił mu 22 listopada 2003 jego poprzednik - biskup Orozimbo Fuenzalida y Fuenzalida.